# Novo Horizonte (Santa Catarina)
Novo Horizonte é um município brasileiro do estado de Santa Catarina.  Localiza-se a uma latitude de 26° 26' 40" S e a uma longitude de 52° 50' 01" O, estando situado a 710 metros acima do nível do mar. Em 2010, a população do município era de 2,750 habitantes, distribuídos em uma área de 151,852 km².